# Johan Christer Duræus
Johan Christer Duræus, född 27 juli 1701 i Kuddby församling, Östergötlands län, död 18 september 1776 i Dagsbergs församling, Östergötlands län, var en svensk präst.

## Biografi
Duræus  föddes 1701 i Kuddby församling. Han var son till kyrkoherden Ericus Duræus och Maria Christersdotter. Hans bror Anders var director musices vid Linköpings gymnasium och hans bror Eric var domkyrkoorganist där, varför det är mycket sannolikt att Johan Christer Duræus besökt trivialskola och gymnasium i Linköping och bott hos någon av bröderna. Duræus blev höstterminen 1721 student vid Uppsala universitet där han 1726-1730 var musikstipendiat under directores musices Eric Burman och Heinrich Christoph Engelhardt. Han blev själv 1730 director musices och rector cantus i Linköping. Han försvarade 1729 avhandlingen på musikämnet De primis musicae inventoribus med Lars Arrhenius som preses. Han promoverades 18 juni 1734 till filosofie magister och prästvigdes 29 april 1738. Duræus blev 1742 kyrkoherde i Dagsbergs församling. Han avled 1776 i Dagsbergs församling av rötfeber och begravdes 24 september samma år.

### Familj
Duræus gifte sig 1733 med Catharina Wåhlin (1705–1751). Hon var dotter till kyrkoherden Andreas Wåhlin och Ingeborg Bellnerus i Östra Stenby församling. De fick tillsammans barnen Eric Duræus (1734–1735), Maria Elisabeth Duræus (1735–1764) som var gift med kronolänsmannen Anders Lagerström i Styrstads församling, Andreas Duræus (1736–1736), Carolus Duræus (1737–1737), Catharina Duræus (1739–1739), Anna Brita Duræus (född 1740) som var gift med sadelmakaren Salomon Lootse i Norrköping, Ulrica Duræus (född 1742) som var gift med sjökaptenen Hans Hansson Schött i Norrköping och Stina Cajsa Duræus (1743–1743).